# Ithomiola floralis
Espèce
Ithomiola floralis  est une espèce de lépidoptères (papillons) de la famille des Riodinidae et du genre Ithomiola.

## Taxonomie
Ithomiola floralis a été décrit par Cajetan Freiherr von Felder et Rudolf Felder en 1865.
Synonyme : Compsoteria cephalena Hewitson, 1870 ; Ithomiola celtilla,.

## Description
Ithomiola floralis est un papillon d'une envergure d'environ 39 mm, au corps noir, au centre des ailes hyalines gris argenté à veines noires très largement marquées et large bordure noire des ailes sur leurs trois bords, costal, externe et interne.
Le revers est identique.

## Écologie et distribution
Ithomiola floralis est présent en Amérique du Sud en deux isolats, l'un en Guyane et au Surinam, l'autre en Bolivie.

### Protection
Pas de statut de protection particulier